# Вишняківська сільська рада (Кропивницький район)
| Вишняківська сільська рада — колишній орган місцевого самоврядування у Кропивницькому районі Кіровоградської області з адміністративним центром у с. Вишняківка. Сільській раді були підпорядковані населені пункти: - с. Вишняківка |

## Склад ради
Рада складалася з 12 депутатів та голови.

### Керівний склад ради
| ПІБ                         | Основні відомості                                                 | Дата обрання | Дата звільнення |
| --------------------------- | ----------------------------------------------------------------- | ------------ | --------------- |
| Шевченко Віктор Миколайович | Сільський голова, 1974 року народження, освіта                    | 26.03.2006   | 31.10.2010      |
| Шевченко Віктор Миколайович | Сільський голова, 1974 року народження, освіта вища, безпартійний | 31.10.2010   |                 |

Примітка: таблиця складена за даними джерела

## Населення
За переписом населення України 2001 року в сільській раді мешкало 446 осіб.

### Мова
Розподіл населення за рідною мовою за даними перепису 2001 року:
| Мова       | Відсоток |
| ---------- | -------- |
| українська | 89,14 %  |
| російська  | 4,43 %   |
| молдовська | 3,33 %   |
| вірменська | 2,44 %   |
| білоруська | 0,67 %   |